# Música da Chéquia
A Música da República Checa engloba as tradições musicais deste país ou das entidades históricas das quais o mesmo é composto, e.g. as Terras checas (Boémia, Morávia e Silésia). A música checa também constitui uma parte substancial da cultura musical da sua predecessora direta, Checoslováquia.
A música nessa região tem suas raízes na música sacra de mais mil anos atrás. A música mais antiga gravada nessa área é o hino Hospodine, pomiluji ny ("Senhor, Tenha Misericórdia de Nós"), datando da virada do século XI.

## Música tradicional
A música tradicional boêmia inclui as do tipo Chodsko, onde é comum a presença de Gaita de fole. A Música Tradicional da Morávia é conhecida como Cimbalom, a qual é tocada em conjunto, que inclui Contrabaixo, Clarinete e Violino. A música tradicional da Morávia exibe influências regionais, especialmente em Valáquia, com o legado romeno e ucraniano, e tem relações culturais próximas com a Eslováquia e a "Lachia" (fronteira do norte da Morávia com a Silésia) com seus aspectos polonêses.
Uma dança famosa dessa região é a Polca boêmia.

## Música boêmia
Evidência musical antiga dessa região é documentada nos manuscritos da livraria da Ordem de Cister, em Vyšší Brod (fundada em 1259). Um dos mais importantes é o manuscrito 42, de 1410. O mesmo contém um hino chamado Jezu Kriste, ščedrý kněže ("Jesus Cristo, Príncipe Generoso"), o qual o povo cantava durante a pregação de Jan Hus.
Com o desenvolvimento de cidades no século XV, a música passou a ter papel importante em dois centros boêmios:  Prachatice e Sušice. Václav z Prachatic (Václav de Prachatice) tomava conta da teoria musical da Universidade Carolina. Seu manuscrito Musica magistrii Johannis de Muris accurtata de musica Boethii é um trabalho coletivo sobre a teoria da música inspirado nos pensamentos de Johan de Muris, o qual trabalhava em Paris, na livraria da universidade.
Atividades musicais extensas em Prachatice ocorreram na segunda metade do século XVI durante o Renascimento, um período notável da literátská bratrstva ("irmandade dos homens letrados"). O seu foco principal era a performance de canto em conjunto durante serviços cerimoniais. A irmandade estabeleceu seu livro de memórias em 1575, o qual descreveu suas atividades até 1949, quando a irmandade deixou de existir. A Contrarreforma dos "Habsburg" na Boêmia depois de 1620, também afetou a música na região. Padres católicos faziam performances de corais gregorianos, enquanto o povo ensonava cantos espirituais baseados na tradição Protestante. Isso acabou rendendo uma nova edição de livros com hinos católicos, como a Capella regia musicalis.
O período do classicismo checo foi representado por František Brixi, Johann Baptist Wanhal e Augustin Šenkýř. Entre os séculos XVIII e XIX, os compositores são Vincenc Mašek, Jan Jakub Ryba e Jan August. No século XIV, produções alemãs e autríacas também tiveram lugar nesse lugar. O fundador da música checa popular Bedřich Smetana foi inspirado pela floresta boêmia enquanto escrevia seu poema sinfônico Má Vlast. Antonín Dvořák também foi inspirado pela floresta boêmia à criação da sua peça Klid pro violoncello a orchestr.
A música tradicional da Boémia e da Morávia influenciaram o trabalho de compositores como Leoš Janáček, Antonín Dvořák, Bedřich Smetana e Bohuslav Martinů. Como compositores mais antigos da região se incluem Adam Michna, Heinrich Ignaz Franz von Biber, Jan Dismas Zelenka, Johann Stamitz e Johann Ladislaus Dussek.